# Xanthopimpla nana
Xanthopimpla nana är en stekelart som beskrevs av Schulz 1906. Xanthopimpla nana ingår i släktet Xanthopimpla och familjen brokparasitsteklar.

## Underarter
Arten delas in i följande underarter:
- X. n. stictoprocta
- X. n. aequabilis
- X. n. brevisulcus
- X. n. dama